# Завтрак у предводителя
«За́втрак у предводи́теля» — одноактная пьеса, написанная Иваном Сергеевичем Тургеневым летом 1849 года.
В течение нескольких лет находилась под запретом. Впервые опубликована в журнале «Современник» (1856, № 8).
Цензурные ограничения не мешали постановке пьесы на сцене; спектакль «Завтрак у предводителя» шёл в российских театрах, начиная с ноября 1849 года.

## Действующие лица
- Николай Иванович Балагалаев — предводитель дворянства, 45 лет
- Пётр Петрович Пехтерьев — бывший предводитель, 60 лет
- Евгений Тихонович Суслов — судья
- Антон Семёнович Алупкин — сосед-помещик
- Мирволин — бедный помещик
- Ферапонт Ильич Беспандин — помещик
- Анна Ильинишна Каурова — его сестра, вдова, 45 лет
- Порфирий Игнатьевич Нагланович — становой
- Вельвицкий — письмоводитель предводителя
- Герасим — камердинер предводителя
- Карп — кучер Кауровой

## Сюжет
В доме Николая Ивановича Балагалаева с утра накрывается большой стол: на завтрак к предводителю дворянства ожидается много гостей. Когда появляется сосед Алупкин, недавно переехавший в эти края из Тамбовской губернии, Балагалаев объясняет, что сбор визитёров связан с затянувшейся тяжбой между помещиком Беспандиным и его сестрой — вдовой Кауровой. Получив в наследство имение, брат и сестра третий год подряд не могут его поделить; дело даже доходило до суда, однако с мёртвой точки не сдвинулось. Поэтому Балагалаев устроил для участников конфликта «свидание» в своём доме, а попутно пригласил и посредников-миротворцев.
Надежды предводителя быстро разрубить этот гордиев узел оказываются тщетными. Раскрыв перед братом и сестрой схему спорного имения, Балагалаев предлагает план раздела: одному достанется дом с участком, другому — пустоши с плотиной и немного дополнительной земли. Беспандин согласен на любой вариант; Каурову не устраивает ни тот, ни другой.
Прибывший с опозданием Пётр Петрович Пехтерьев сначала читает Балагалаеву небольшую лекцию о том, что предводитель должен быть «олицетворением терпения», затем берёт карандаш и размашисто создаёт другой вариант раздела. В результате дискуссия выходит на новый виток: теперь Каурову волнует, что роща с сенокосом могут отойти брату. В конфликт между наследниками имения постепенно втягиваются и посредники: между ними начинаются ссоры. Вся эта кутерьма приводит к тому, что Балагалаев покидает гостей; завтрак у предводителя завершается без него.

## История публикации
В сентябре 1849 года Тургенев отправил рукопись комедии в редакцию журнала «Современник». Руководитель издания Николай Некрасов отреагировал на пьесу молниеносно: он не только включил её в план 10-го номера, но и передал текст актёру Михаилу Щепкину. Тот, в свою очередь, отослал копию «Завтрака у предводителя» в канцелярию III отделения, занимавшегося вопросами театральной цензуры.
Возникла парадоксальная ситуация: чтением комедии одновременно занимались разные ведомства. Цензор Гедеонов, изучавший драматические сочинения, крамолы в пьесе не обнаружил: в своем заключении он указал, что «картина провинциальных нравов описана верно», и дал разрешение на постановку. Зато инстанция, занимавшаяся допуском литературных произведений к печати, выявила в комедии элементы неблагонадёжности; автору вменялось в вину стремление «бросить тень на дворянское сословие». Некрасов пытался поддержать Тургенева; в письмах к нему он напоминал, что сценический успех пьесы даёт шанс на публикацию:
Ваш «Завтрак у предводителя» подвергался сомнению (ибо в нём действуют помещики), но теперь его позволили для сцены, и, стало быть, он попадёт и в печать.
Ожидания оказались напрасными: цензура упорно не давала разрешения. В 1850 году Некрасов передал рукопись редактору-издателю «Отечественных записок» Андрею Краевскому. Смена издания не помогла: как вспоминал впоследствии Тургенев, корректорские гранки вернулись от цензора А. И. Файнберга «все исполосованные, обезображенные красными чернилами».
Несмотря на официальные запреты, «Завтрак у предводителя» был хорошо известен интеллигенции XIX века: комедию переписывали от руки и читали вслух на домашних вечерах. Одно из подобных мероприятий посетил Гоголь, отметивший Каурову фразой: «Женщина хороша».
Пьеса была напечатана в «театральной редакции» лишь через семь лет после написания — в восьмом номере журнала «Современник» за 1856 год. Из произведения исчезли данные о количестве крепостных, которыми владели участники собрания в доме Балагалаева, а также некоторые авторские ремарки.

## Художественные особенности
Пьесу «Завтрак у предводителя» исследователи называют «самой острой и весёлой тургеневской комедией»; она лишена присущей писателю пластичности и утончённости; внимание автора сосредоточено на мелких обидах и дрязгах. Раздел чужого имения оказывается для миротворцев непосильной задачей; пытаясь решить её, судья Суслов схлёстывается с предводителем, а ссора между помещиками Беспандиным и Алупкиным едва не завершается дуэлью. Ни один из персонажей не вызывает сочувствия ни у автора, ни у читателей:
Как и в гоголевском «Ревизоре», единственным положительным героем здесь является смех.
Один из самых ярких персонажей пьесы — помещица Каурова — сродни Коробочке из «Мёртвых душ»: этих героинь сближает не только общая бестолковость, но и боязнь попасть впросак, продешевить. При этом Каурова «хитрее и воинственнее» Коробочки; постоянно напоминая окружающим о том, что она — «человек смирный», «вдова беззащитная», героиня целенаправленно отстаивает свои интересы. По мнению литературоведа Е. М. Аксёновой, развитие этого образа можно найти среди чеховских персонажей: речь идёт о коллежской асессорше Щукиной из рассказа «Беззащитное существо» и жене губернаторского секретаря Мерчуткиной из «Юбилея».
О том, что из «Завтрака у предводителя» впоследствии «выросли» некоторые водевили Чехова, упоминала и литературовед Лидия Лотман, назвавшая тургеневскую пьесу «значительным явлением литературы»:
Тургенев нанёс ею ощутительный удар по водевильной традиции, показав, каким богатым источником юмора и комедийных положений может явиться современный общественный быт, какой обширный материал для сатиры дают типы, порождённые этим бытом, как остры ситуации, на каждом шагу создаваемые самой жизнью.
В современном литературоведении нет единого мнения относительно жанровой принадлежности «Завтрака у предводителя»: пьесу называют комедией, драматической сатирой; в ней обнаруживают черты «физиологического очерка», бытового этюда и пьесы-сцены. Столь широкий спектр определений свидетельствует, по утверждению филолога Яны Исаковой, «о поиске автором новой драматической формы».

## Сценическая судьба

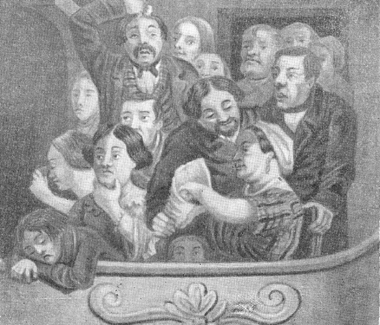
Зрители в ложе театра. Акварель неизвестного художника. 1840—1850-е годы

Московская премьера спектакля «Завтрак у предводителя» состоялась 23 ноября 1849 года; роль Балагалаева на сцене Малого театра исполнил Михаил Щепкин, Беспандина — Пров Садовский, Кауровой — Аграфена Сабурова, Пехтерьева — Иван Немчинов, Суслова — Пётр Степанов.
Через две недели постановку осуществила труппа Александринского театра (текст пьесы в Петербург был передан Щепкиным). Актёр Александр Мартынов уходил со сцены под долгие аплодисменты:
Даже небольшая, брызжущая весельем сатирическая сценка «Завтрак у предводителя», где он играл обедневшего помещика Мирволина, показывала, сколь богатым источником юмора может явиться (совсем как у Гоголя!) современный общественный быт.
Роль Кауровой на петербургской сцене исполняла Елена Сосницкая; пресса отмечала, что актриса «воспроизвела поразительно верно и типично эту личность».

## Экранизация
- В 1953 году киностудией «Мосфильм» был снят одноимённый фильм-спектакль Театра-студии киноактера, режиссеры Анатолий Рыбаков и Борис Лифанов.
- В 1956 году был снят фильм западногерманским кинорежиссёром Карлом Петером Бильцем[нем.]
- В 1967 году венгерским режиссёром Андрашем Бекешем был снят телефильм «Завтрак у предводителя» /  Reggeli a marsallnál